# Summer's Blood
Summer's Blood (en España "El crepúsculo de Summer") es una película canadiense de suspenso dirigida por Lee Demarbre y protagonizada por Ashley Greene.
Fue lanzada directamente a DVD el 10 de noviembre de 2009.

## Trama
Una mujer llamada Summer busca a su padre biológico después de descubrir que su madre le había escondido todo conocimiento de éste. En una excursión conoce a Tom Hoxey. Por la noche ella y Tom van a casa de él, que es compartida con su madre Gaia. Sin embargo Summer luego se da cuenta de que ha cometido un gran error. Cuando se despierta, Tom le informa que sus planes han cambiado, y luego Summer es golpeada en la cabeza por Gaia. Ella despierta en el sótano. En ese lugar Tom ha dejado crecer un "jardín de humanos". Ella se da cuenta de que la familia de Tom es diferente a otras familias, son asesinos en serie, y para sobrevivir Summer debe transformarse en uno de ellos.

## Casting
- Ashley Greene es Summer.

- Barbara Niven es Gaia.

- Peter Mooney es Tom Hoxey.

- Stephen McHattie es Gant Hoxey.

- Danielle Kind es Amber.

- Allison Graham es una Mujer guapa.

- Sean Tucker es Cliff.

- Cinthia Bruke es Jessie.

- Peter Michael Dillon es Darwin.

- Daniel Simpson es el Barman.

- Teri Loretto es Twila.

- Paul Whitney es el Sheriff.